# 先农坛体育场

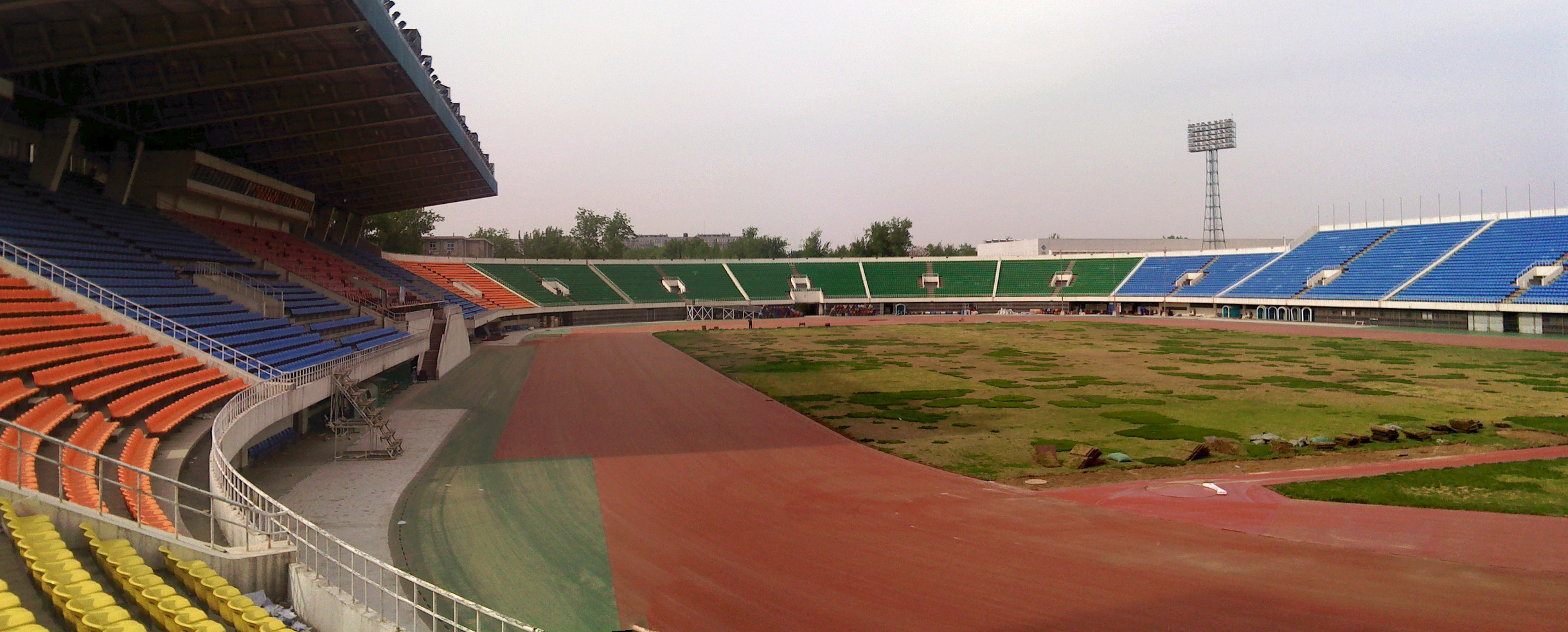
场内

先农坛体育场，位于中国北京市东城区，与天坛公园毗邻，是一座可以承办足球、田径等赛事的综合性体育场。该体育场始建于1936年（民国25年），最初定名为北平公共体育场。后于20世纪50年代历经两次改扩建，并在1984年建成该体育场现代雏形。

## 历史
1990年第十一届亚运会前，先农坛体育场拆除重建，并加入一系列适应比赛需求的基本设施。现在该体育场可容纳观众30,000人，并拥有标准400米跑道及天然草皮足球场地。此外，先农坛体育场还拥有网球场、室内田径馆等一系列附属设施，从而满足比赛及训练的需求。
该体育场曾经在1994年及1995年作为中国足球甲A联赛（现中超）球队北京国安队的主场，国安队还曾经将该体育场用作自己参加2004年中国足协杯的主比赛场。另外在1999年及2000年，甲B球队北京宽利也曾经将其作为主场参加当年的联赛。

## 相关事件
1968年5月16日晨，著名乒乓球运动员姜永宁，自缢于此。